# 彭金辉
彭金辉（1964年12月—），男，彝族，云南景东人，中国有色金属冶金专家，中国工程院院士。中国共产党第十九届中央委员会候补委员。现任中国社会科学院副院长（正部长级）、党组副书记。

## 生平
1981年9月至1988年6月，彭金辉在昆明工学院（今昆明理工大学）冶金系有色金属冶金专业学习，先后获得学士，硕士学位。1988年6月毕业后参加工作，留校任助教。1989年7月加入中国共产党。1992年1月正式转正。自1992年开始，彭金辉先后任昆明理工大学冶金系教师（1995年昆明工学院改名昆明理工大学），冶金系副主任兼党总支副书记，期间先后在德国卡尔斯鲁厄研究中心（现合并入卡尔斯鲁厄大学）和英国布鲁内尔大学进修。2000年6月起转为学院领导职务，先后任材料冶金学院院长，校长助理，副校长等职务。
2013年8月，彭金辉调任云南民族大学校长兼党委副书记，离开学习和工作达32年之久的昆明理工大学。2016年3月，回任母校昆明理工的校长兼党委副书记职务 。
2018年1月，彭金辉跨省调任海南省人民政府副省长，结束长达30年的高校工作，首次进入政府机关工作 。3月，兼任海南省洋浦经济开发区党工委书记。 
2018年10月，彭金辉接替任湖北省委常委的王瑞连，担任中共海南省委常委、组织部部长职务。 
2020年12月，调任中共重庆市委常委、组织部部长。
2022年5月，调任中共中央组织部副部长。2023年4月26日，在第十四届全国人民代表大会常务委员会第二次会议上，获任命为全国人大常委会代表资格审查委员会副主任委员。
2024年10月30日，调任中国社会科学院副院长（正部长级）、党组副书记，晋升正部级。

## 职务
- 非常规冶金省部共建教育部重点实验室主任[10]
- 中国有色金属学会特种冶金专业委员会主任
- 微波能工程应用及装备技术国家地方联合工程实验室主任

## 奖项和荣誉
- 国家技术发明二等奖2项、国家教学成果一等奖1项、二等奖1项，何梁何利基金科学与技术创新奖、全国创新争先奖章、全国杰出专业技术人才等。
- 授权发明专利68件，发表SCI论文140余篇，出版专著6部。
- 主持国家自然科学基金重点项目、欧盟项目、国家国际合作重点项目、国家重大科技成果转化项目、973课题等80余项；获授权专利100余项，出版专著6部，三大检索收录论文246篇，论文被《nature China》评述，指导博士后、博士生和硕士生92名。
- 获国家技术发明二等奖2项，何梁何利基金奖，省部级科技成果特等奖1项、一等奖6项等；
- 获国家教学成果一等奖、二等奖，云南省教学成果特等奖。获国家科技计划执行突出贡献奖，全国杰出专业技术人才、全国优秀科技工作者，兼任国家863计划主题专家、国务院学科评议组成员。 [11]
- 曾获全国创新争先奖章并享受省部级先进工作者和劳动模范待遇。[12]